# رهاب الاستحمام
الخوف من الاستحمام أو رهاب الاستحمام (باللاتينية: Ablutophobia)، هو الخوف المستمر وغير الطبيعي وغير المبرر من الاستحمام أو الغسيل أو التنظيف. ويُعد هذا الرهاب رهاب محدد ظرفي، ويميل إلى أن يكون أكثر شيوعا بين الأطفال والإناث أكثر من الذكور ومع ذلك يزول هذا الخوف عموما عند الأطفال عندما يتم تعليمهم بأن الاستحمام ليس شيئًا مخيفًا. ويُعد رهاب الاستحمام أكثر شيوعا في الدول الأوروبية وكذلك الأحفاد الأوروبيين في البلدان الأخرى؛ وذلك لأن الاستحمام لم يكن عادة شائعة لفترة طويلة في معظم أنحاء أوروبا حتى العصر الحديث، ويقول العلماء أن في القرن السادس عشر كان لدى معظم الأشخاص من الدول الإنجليزية والفرنسية والدول الأوروبية الأخرى أعراض رهاب الاستحمام، فكانت إليزابيث هي الأولى من إنجلترا المعروفه بأكثر الأشخاص «نظافةً» في أوروبا وكانت تغسل جسدها مره واحده كل شهر. ومع ذلك فإنه في ذلك الوقت كان يعتبر اغتسالها أكثر من اللازم وغير صحي، فأظهرت الأبحاث أن أعراض رهاب الاستحمام كانت لها مساهمة كبيرة في تطور العصر.

## الأعراض
من أعراض رهاب الاستحمام وكذلك كأي رهاب آخر هي كالآتي:
- الإحساس بالهلع والفزع والرعب أو الذعر.
- الاعتراف بأن الخوف يتجاوز الحدود الطبيعية ويهدد بالخطر.
- ردة الفعل تكون تلقائية ولا يمكن السيطرة عليها وعلمياً تستولي على أفكار الشخص.
- ضربات قلب سريعة وضيق في التنفس وارتعاش ورغبة شديدة في الفرار من الوضع وكل ردود الفعل الجسدية المرتبطة بالخوف الشديد.
- أخذ تدابير مفرطة لتجنت الشيء أو الوضع الذي يخشاه المريض.

يعد الشعور بالخزي أيضا من الأعراض الشائعة، والعديد من الثقافات تقدر النظافة ورفض الاستحمام قد يجعل المرء هدف للسخرية أو الإغاظة وبسبب ذلك قد تزيد خطورة الرهاب كما أنها قد تتسبب في معاناة عدم العلاج منه.

## العلاج
يوجد العديد من الخيارات لعلاج رهاب الاستحمام لكن الخيار الأفضل هوالسعي في نيل المساعدة من الناحية المهنية وذلك من شخص يكون لديه خلفية في علم النفس. ويمكن أن يخضع المصابون برهاب الاستحمام للعلاج السلوكي المعرفي القائم على التعرض؛ حيث يساعد الشخص في مواجهة الشيء الذي يخشاه المريض (في هذه الحالة: الماء) في حالات خاضعة للرقابة.
ويمكن أيضا أن يصف المهنيون الطبيون أدوية القلق لكن هذه الأدوية لم تساعد في علاج الرهاب المعن وهو الرهاب من الاستحمام. استخدام سيكلوسيرين بالتزامن مع علاج التعرض هو الدواء الوحيد لإظهار التحسن في تخفيف الأعراض المرتبطة بالمرض حتى بعد 3 أشهر.

## في الثقافة الشعبية
في عام 2011 أصدر فنان نيوزيلندي حلقة " Sheep، Dog & Wolf" الموسيقية  بعنوان ‘Ablutophobia’
في عام 2006 كتبت إليزابيث ميريويذر مسرحية كوميدية ببطولة الشخصية الأساسية ادنا التي تعالجت من رهاب الاستحمام بعد وقت قصير من وفاة شقيقها في الشرق الأوسط بعنوان ‘Mistakes Madeline Made’
في فلم سايكو psycho في عام 1960 كان هنالك مشهد استحمام حيث تم طعن الشخصية النسائية في الحمام وعلى الرغم من ان الشخصية لم تكن تعاني من رهاب الاستحمام لكن عرض الفلم موضوع رهاب الاستحمام لجمهوره حيث وضح كيف طور الشخص الخوف الغير عقلاني تجاه الاستحمام بعد الأحداث المؤلمة.

## التعريف اللغوي والاصطلاحي
Saul، Helen (2001). Phobias: Fighting the Fear. Arcade Publishing. رقم دولي معياري للكتاب 1-55970-647-3.
Novobatzky، Peter; Shea, Ammon (2002). Depraved and Insulting English. هوتون ميفلين هاركورت. p. 1. رقم دولي معياري للكتاب 0-15-601149-2.